# Zuarungu
Zuarungu ist ein Dorf in der Oberen Ostregion Ghanas östlich von Bolgatanga. Das Dorf ist die Hauptstadt des Bolgatanga Ostdistrikts. Neben der Amtssprache Englisch sprechen die meisten Menschen hier Frafra.

## Gemeinden in Zuarungu
- Yarigabisi
- Agric
- Kumbosku
- Daboren
- Dulugu
- Kantia
- Zonno
- Sarkoote
- Nyorkoko
- Kantaga
- Benkute
- Kunkoa
- Zuarungu-Dakio
- Zuarungu-Dubila
- Zuarungu-Moshie

## Märkte
Zuarungu verfügt über einen relativ großen allgemeinen Markt, welcher sich relativ östlich auf der DVLA Road liegt. Dieser wird Tu'an genannt, was so viel heißt wie Affenbrotbaum. Dies kommt daher, dass der Zuarungu Markt früher um einen Affenbrotbaum.
Zusätzlich zu diesem Markt gibt es noch einen Holzmarkt (Timber Market). Dieser befindet direkt nördlich der N11 auf der Höhe von Yarigabisi. Dort kann man alle möglichen Formen von Holz und ebenfalls einige Lebensmittel kaufen.
Neben diesen beiden großen Märkten gibt es noch einige kleine allgemeine Märkte:
- Puskan (Zonno)
- Beat and Boot Market (Kumbosku)

## Bildungseinrichtungen
- Nurse and Midwifery Training College Zuarungu
- Zuarungu Senior High School

## Geologische Besonderheiten

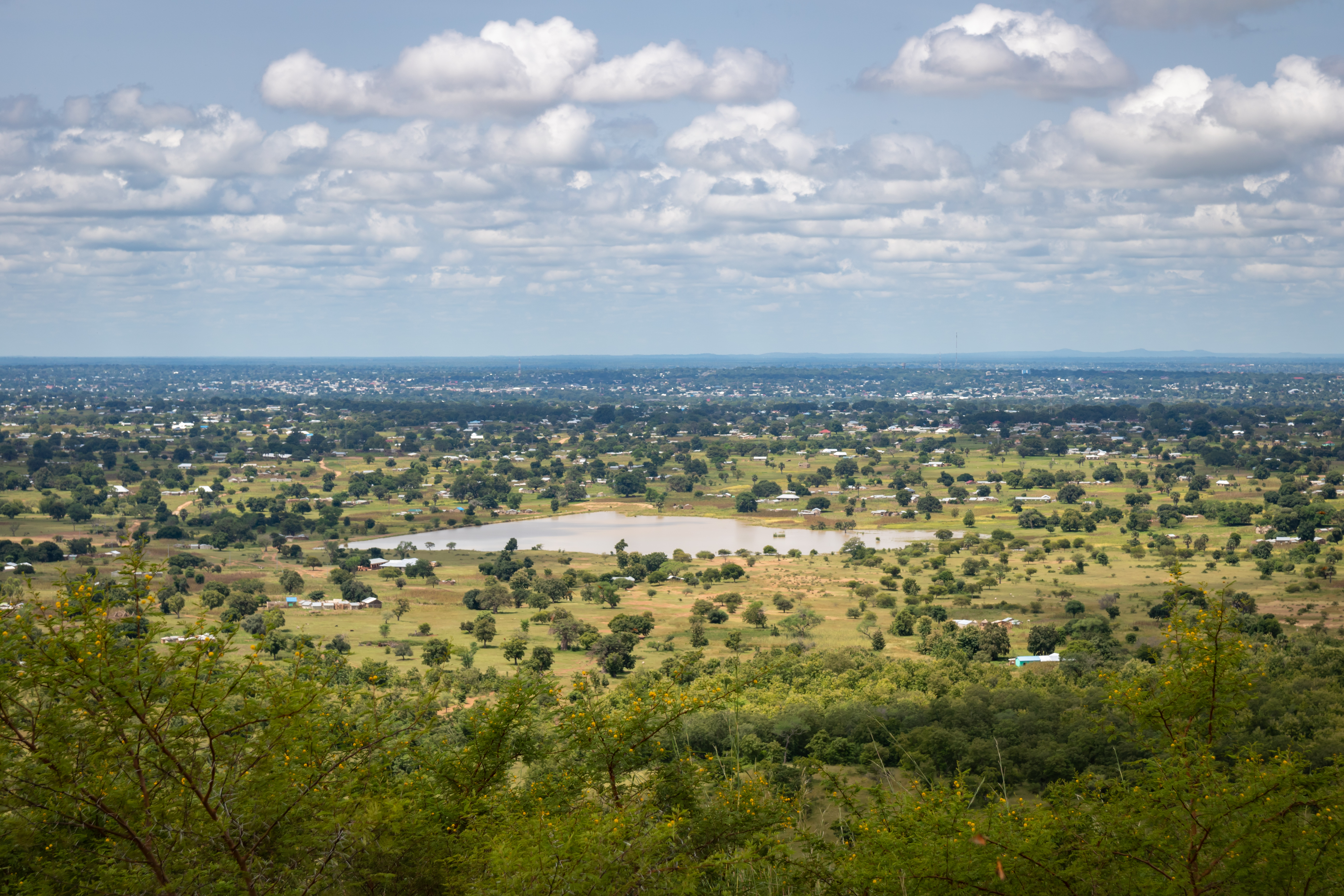
Stausee von Zonno

### Stauseen
Viele der Communities in Zuarungu verfügen über einen eigenen Stausee die aus Nebenflüssen des Agrumatue gespeist werden. Diese werden primär für landwirtschaftliche Zwecke verwendet (Wasser für die Tiere und Ackerbau während der Trockenzeit).

### Zonno-Zori

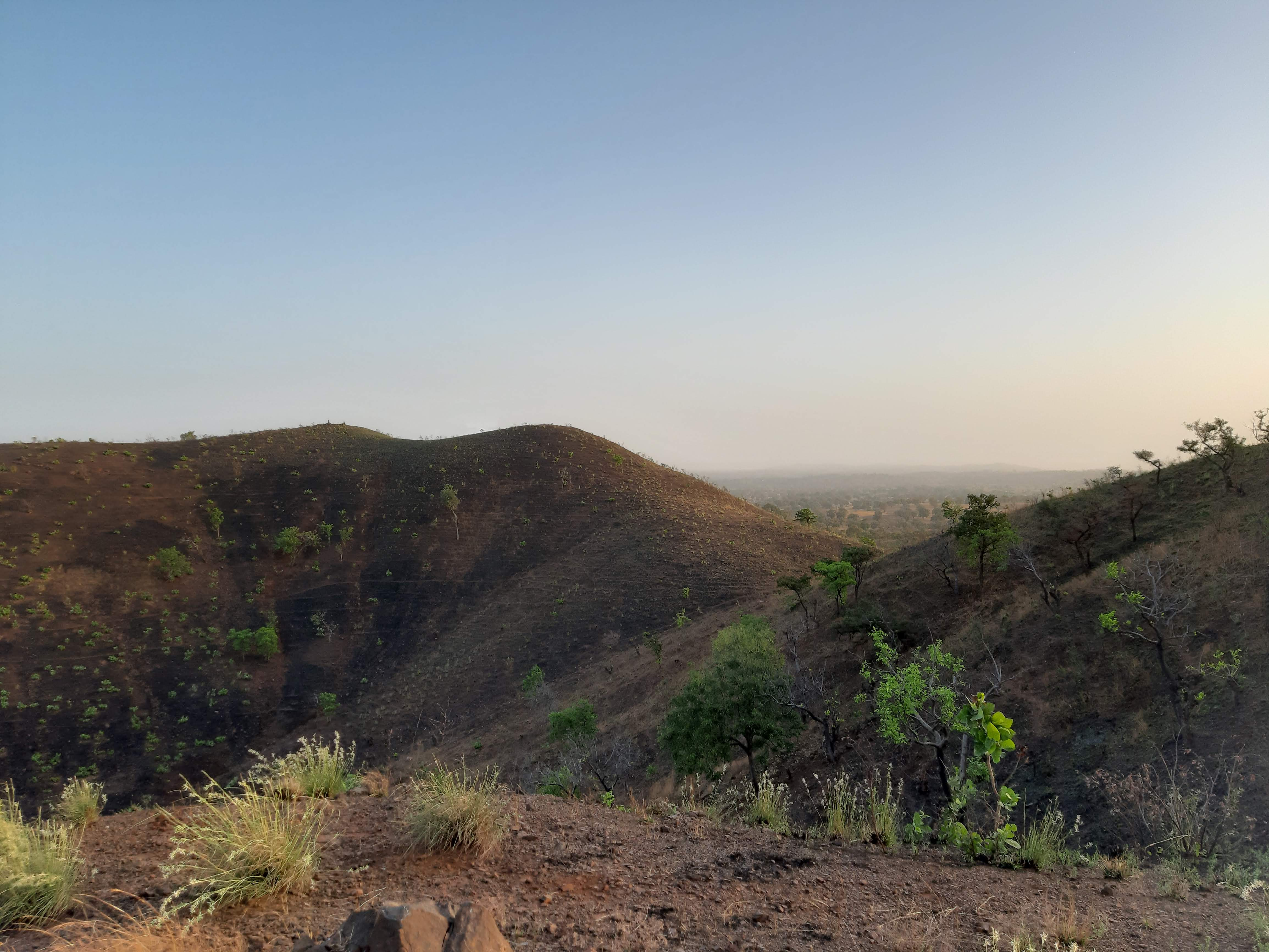

Zonno-Zori (lokal auch Zonzori) ist eine Hügelkette östlich von Zuarungu nahe den Communities Zonno und Nyorkoko. Sie umfasste vier Haupthügel und einige kleine Vorhügel. Keiner dieser Hügel ist benannt. Die Maximale Höhe des Höhenzugs befindet sich auf 348 Meter über normal Null. Zori ist Frafra und kann mit Berg oder Gebirge übersetzt werden.
Jedes Jahr zum Beginn der Regenzeit (Oktober / November) brennt das Gras in Zonzori komplett nieder. Dies geschieht entweder durch Brandstiftung oder durch Funkenbildung durch vom Wind bewegten Steinen.